# Mokhomba
Mokhomba é uma vila localizada no Distrito do Sul em Botswana. Possuía, de acordo com o censo de 2011, uma população estimada de 959 habitantes.